# Преображенська церква (Нікополь)

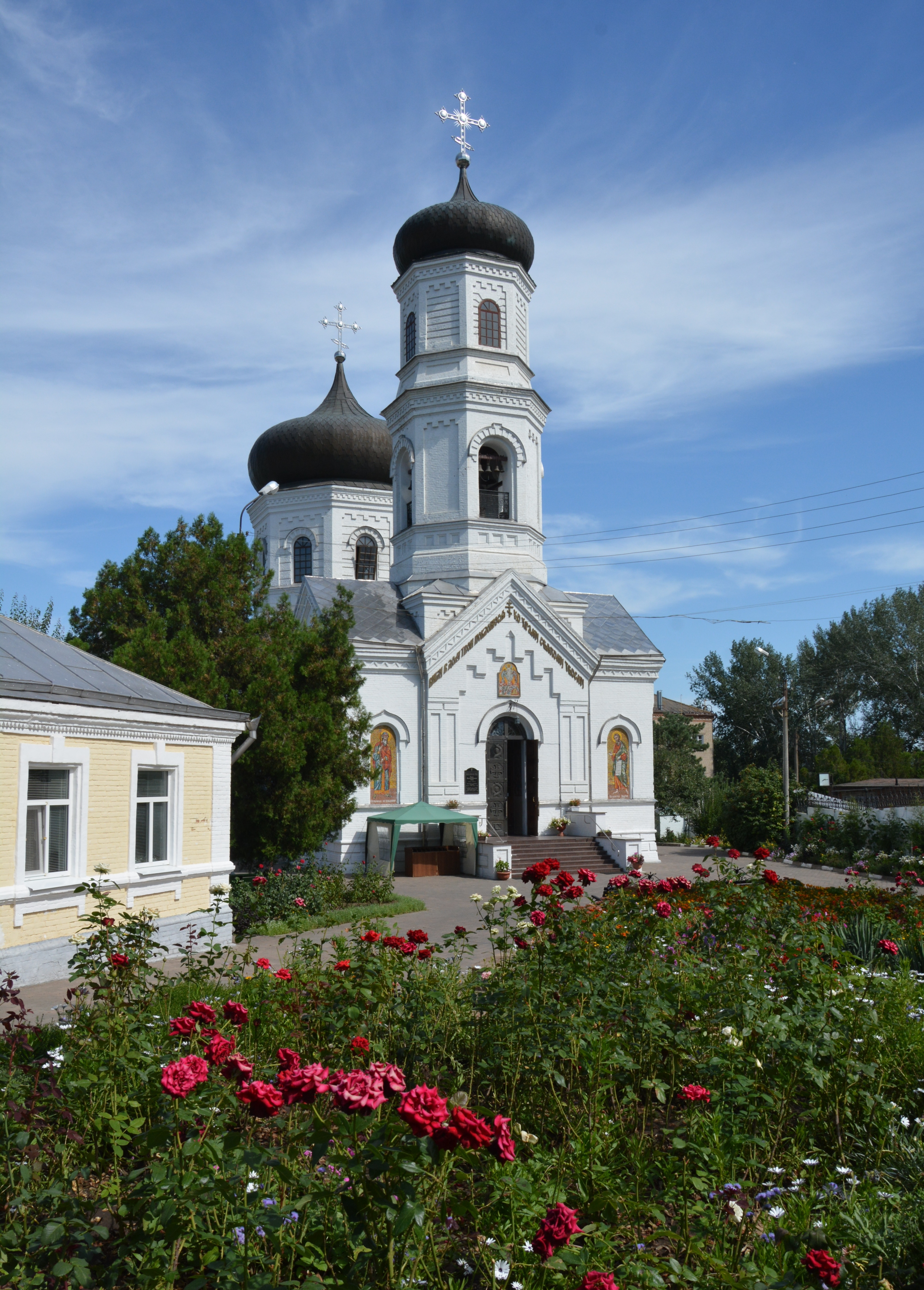
Кафедральний Спасо — Преображенський собор м. Нікополь

Преображенська церква, кафедральний Спасо — Преображенський собор — древня церква XIX століття, православний собор Криворізької і Нікопільської Єпархії на вулиці Преображенський м. Нікополь Дніпропетровської області.

## Історія
Храм було збудовано у 1898 році, спочатку він виступав будинковим храмом для простих робітників цегельного заводу, що знаходиться неподалік від храму.
На дзвіниці церкви знаходиться унікальний нікопольський «цар-дзвін», відлитий на гроші братів-козаків Шиянів у 1793 році.
У 1937 році Спасо-Преображенський собор закривають, але в роки війни він відкритий німецько-фашистськими окупантами. Люди, змучені голодом і стражданнями, знаходили сили помолитися за здоров'я живих і за упокій померлих. Храм в такому режимі діяв до 1960 року.
З 1960 перетворений в планетарій. Власником будівлі тепер став місцевий радіовузол. Розписи і декор значно постраждали, а то і зовсім були знищені, замість хрестів встановлені антени, збудовані внутрішні стіни. Близько 30 років храм був закритий для місцевого віруючого населення.

В 1991 році храм передають православній громаді Нікополя. 11 грудня 1993 архієпископ Іриней провів освячення храму. На сьогоднішній день храм повністю відреставрований.